# نل ویلیامز
نل ویلیامز (انگلیسی: Nell Williams؛ زادهٔ ۱۳ سپتامبر ۱۹۹۸) بازیگر اهل بریتانیا است.
از فیلم‌ها یا مجموعه‌های تلویزیونی که وی در آن‌ها نقش داشته‌است، می‌توان به جنگ‌های پیش رو اشاره نمود.